# Натуральное хозяйство
Натура́льное хозя́йство — хозяйство, в котором люди производят продукты лишь для удовлетворения своих собственных потребностей, не прибегая к обмену, к рынку. Всё необходимое производится внутри хозяйственной единицы. Натуральное хозяйство противоположно товарному производству.

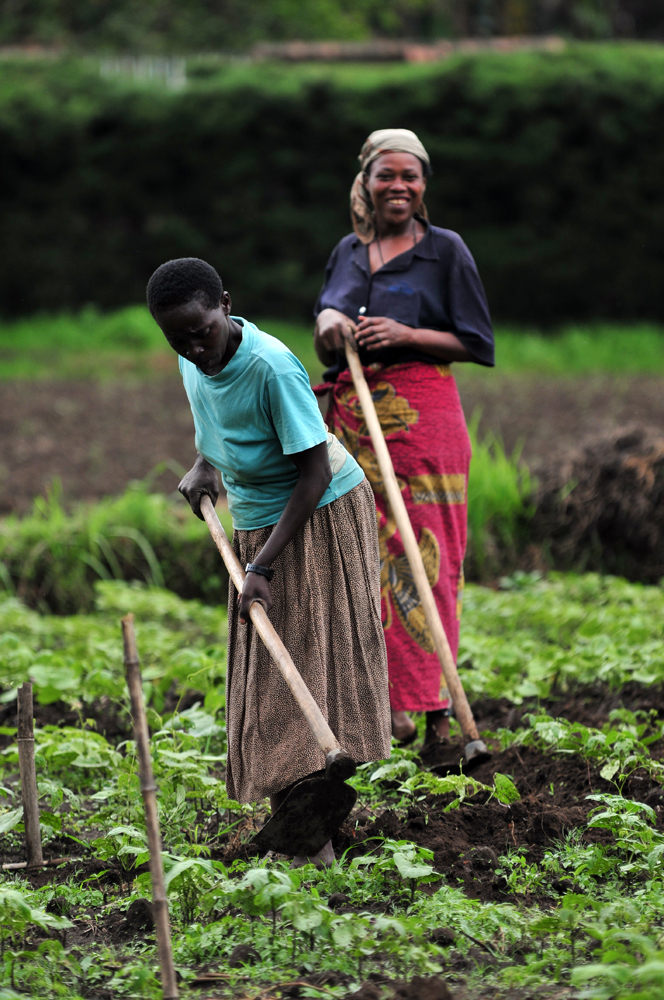
Выращивание бобовых в Демократической Республике Конго (провинция Северное Киву)

Главными чертами натурального хозяйства являются незначительность его участия в межрегиональном разделении труда вплоть до экономической изолированности от внешнего мира (автаркия) при самообеспеченности средствами производства и рабочей силой, позволяющей удовлетворять все (почти все) потребности за счёт собственных ресурсов.
Развитие производительных сил общества и углубление межрегионального разделения труда объективно подготавливают условия для смены натурального хозяйства товарным, где специализация производителей на изготовлении одного какого-либо товара развивается, охватывая всё более обширные территории.
В рабовладельческом обществе и при феодализме натуральное хозяйство оставалось господствующим, несмотря на развитие обмена и товарно-денежных отношений. В феодальном обществе господство натурального хозяйства было одной из предпосылок  феодальной раздробленности.
Натуральное хозяйство до настоящего времени сохранилось в экономически отсталых районах земного шара (Азия, Африка, Латинская Америка), где до колонизации их европейцами господствовали родоплеменные или феодальные отношения. В странах, освободившихся от колониальной зависимости, в середине XX века 50—60% населения было занято в натуральном или полунатуральном хозяйстве.